# PKP ET40 sorozat
A PKP ET40 sorozat egy lengyel tehervonati kétszekciós Bo'Bo'+Bo'Bo' tengelyelrendezésű 3000 V DC áramrendszerű villamosmozdony-sorozat. 60 db-ot gyártott belőle a Škoda. Beceneve: Bombowiec  (Bombázó).

## Fejlesztések
Egy mozdonyt a sorozatból (ET40-41) átépítettek nagy sebességű személyvonati mozdonnyá 1990-ben. Új neve PKP EP40 sorozat lett. Maximális sebessége 160 km/h volt. De az eredmény nem volt kielégítő a PKP számára. Így a mozdonyt 1993-ban visszaalakították.